# Гноекровие
Гноекровие (от др.-греч. πύον — гной и др.-греч. αἷμα — кровь) — форма инфекционного заболевания — сепсиса, возникающая при постоянном или периодическом поступлении в кровь микроорганизмов из имеющегося в организме гнойного очага. После заражения у человека может начаться развитие абсцессов по всему организму, что часто приводит к смертельному исходу. Помимо отличительных абсцессов, Пиемия имеет те же симптомы, как и другие формы сепсиса. Течение болезни, обыкновенно очень тяжелое, бывает острое или хроническое; исход чаще неблагоприятный.
Течение гноекровия характеризуется периодическими приступами высокой лихорадки, ознобом, а также развитием гнойников в различных частях тела, возбудитель распространяется лимфогенным и гематогенным путём во внутренние органы и размножается в них не диффузно (бактериемия), а отдельными очагами, со скоплением в них гноя.

## Симптомы
Болезнь характеризуется:
- Подъемом температуры нередко до 40°, удерживающейся на этом уровне несколько часов затем сменяется быстрым снижением её до нормального значения
- Повторяющимися ознобами
- Метастатические процессами в различных частях тела, особенно в легких
- Септической пневмонией
- Эмпиемой
- токсикозом центральной нервной системы

Обычно смерть наступает либо от постепенного нарастания истощения и сердечной слабости, либо от присоединившейся  гангрены легкого, пиоторакса и пиопневмоторакса, или от сопутствующего менингита или абсцесса мозга.

## Лечение
Лечат антибиотиками. Профилактика состоит в предотвращении нагноения.